# Communauté de communes Aunis Sud
La communauté de communes Aunis Sud est une communauté de communes française, située dans le département de la Charente-Maritime, en région Nouvelle-Aquitaine, qui a été créée le 1er janvier 2014. 

## Historique
La communauté de communes Aunis Sud a été constituée le 1er janvier 2014. Elle est issue de la fusion de la communauté de communes de Surgères avec 8 communes issues de la communauté de communes Plaine d'Aunis, 4 communes issues de la communauté de communes du Val de Trézence, de la Boutonne à la Devise et 3 communes isolées. Lors de sa création, elle est composée de 27 communes.
À la suite de la création, le 1er janvier 2018, des communes nouvelles de La Devise et de Saint-Pierre-La-Noue, elle est composée de 24 communes.

## Territoire communautaire

### Géographie
Située au nord  du département de la Charente-Maritime, la communauté de communes Aunis Sud regroupe 24 communes et présente une superficie de 463,5 km2.

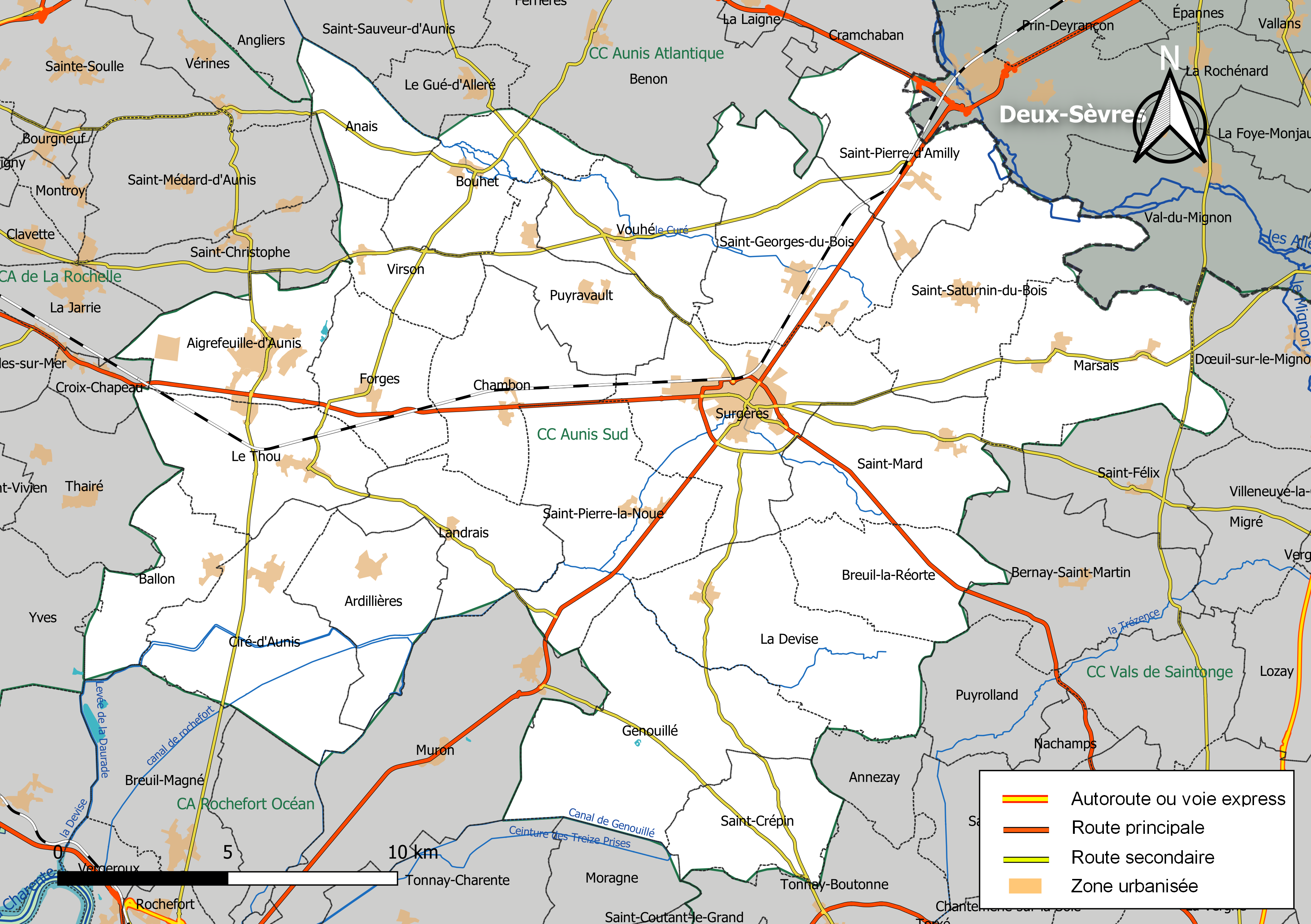
Carte de la communauté de communes Aunis Sud au 1er janvier 2019.

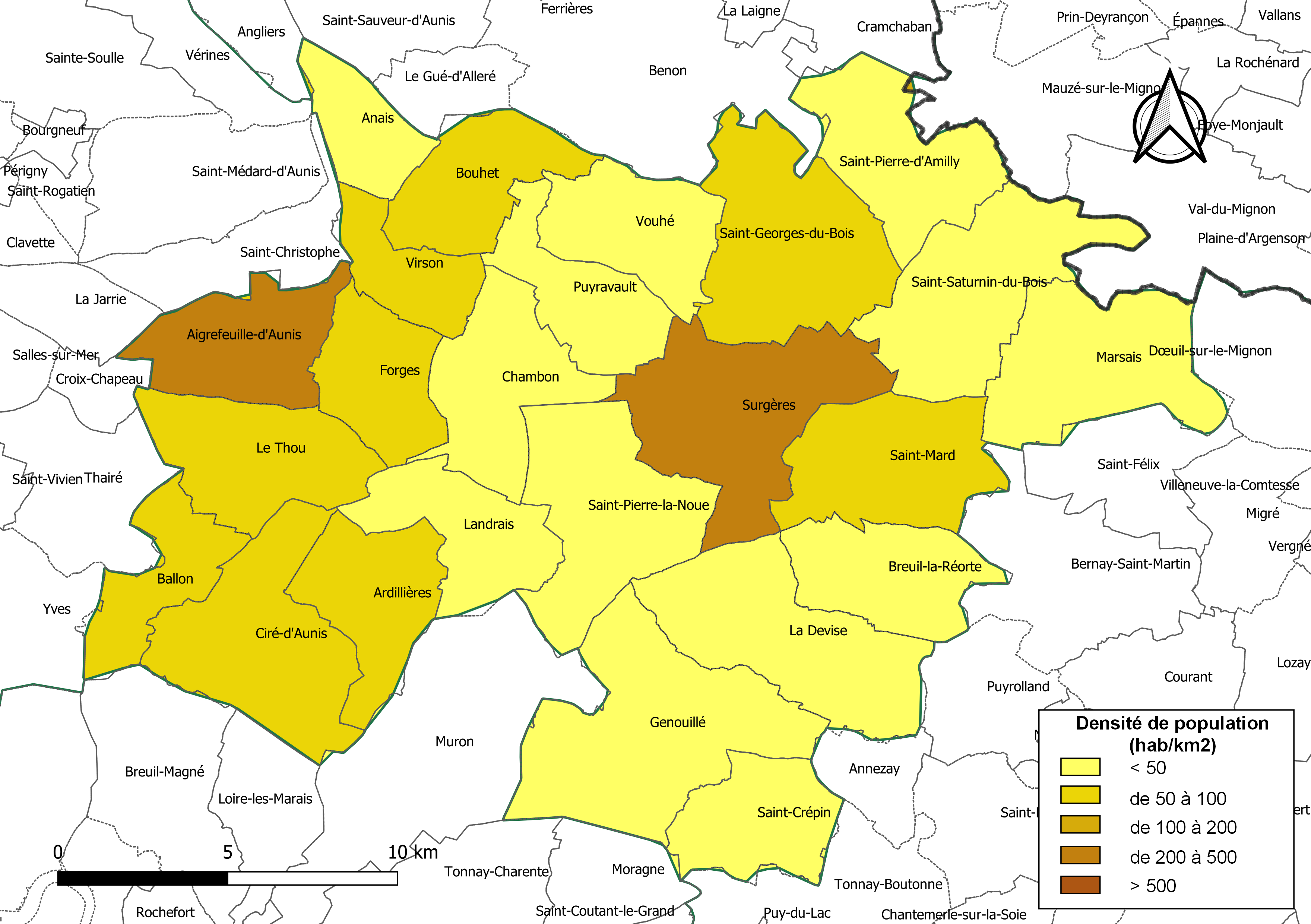
Carte des densités de population (millésimée 2016) des communes de la communauté de communes Aunis Sud. Composition en communes au 1er janvier 2019.

### Composition
La communauté de communes est composée des 24 communes suivantes :

| Nom                    | Code Insee | Gentilé         | Superficie (km2) | Population (dernière pop. légale) | Densité (hab./km2) |
| ---------------------- | ---------- | --------------- | ---------------- | --------------------------------- | ------------------ |
| Surgères (siège)       | 17434      | Surgériens      | 28,71            | 6 861 (2022)                      | 239                |
| Aigrefeuille-d'Aunis   | 17003      | Aigrefeuillais  | 16,76            | 4 578 (2022)                      | 273                |
| Anais                  | 17007      | Anaisiens       | 9,44             | 318 (2022)                        | 34                 |
| Ardillières            | 17018      | Ardilliérois    | 15,7             | 877 (2022)                        | 56                 |
| Ballon                 | 17032      | Ballonnais      | 12,18            | 823 (2022)                        | 68                 |
| Bouhet                 | 17057      | Bouhetais       | 15,2             | 910 (2022)                        | 60                 |
| Breuil-la-Réorte       | 17063      | Réortais        | 16,07            | 473 (2022)                        | 29                 |
| Chambon                | 17080      | Chamboniens     | 18,33            | 985 (2022)                        | 54                 |
| Ciré-d'Aunis           | 17107      | Ciréens         | 25,76            | 1 560 (2022)                      | 61                 |
| La Devise              | 17457      |                 | 26,83            | 1 196 (2022)                      | 45                 |
| Forges                 | 17166      | Forgeois        | 13,58            | 1 323 (2022)                      | 97                 |
| Genouillé              | 17174      | Genouilléens    | 34,41            | 889 (2022)                        | 26                 |
| Landrais               | 17203      | Landraisiens    | 15,4             | 798 (2022)                        | 52                 |
| Marsais                | 17221      | Marsaisiens     | 23,98            | 956 (2022)                        | 40                 |
| Puyravault             | 17293      | Puyravaultais   | 13,68            | 723 (2022)                        | 53                 |
| Saint-Crépin           | 17321      | Saint-Crépinois | 13,94            | 346 (2022)                        | 25                 |
| Saint-Georges-du-Bois  | 17338      | Boisgeorgiens   | 27,9             | 1 869 (2022)                      | 67                 |
| Saint-Mard             | 17359      | Saint-Mardois   | 21,21            | 1 244 (2022)                      | 59                 |
| Saint-Pierre-d'Amilly  | 17382      | Pierramilliens  | 19,81            | 564 (2022)                        | 28                 |
| Saint-Pierre-La-Noue   | 17340      |                 | 24,91            | 1 498 (2022)                      | 60                 |
| Saint-Saturnin-du-Bois | 17394      | Saturninois     | 25,21            | 910 (2022)                        | 36                 |
| Le Thou                | 17447      | Tholusiens      | 19               | 2 085 (2022)                      | 110                |
| Virson                 | 17480      | Virsonnais      | 9,92             | 738 (2022)                        | 74                 |
| Vouhé                  | 17482      | Vouillois       | 15,61            | 657 (2022)                        | 42                 |

### Démographie
| 1968   | 1975   | 1982   | 1990   | 1999   | 2010   | 2015   | 2021   |
| ------ | ------ | ------ | ------ | ------ | ------ | ------ | ------ |
| 20 568 | 21 235 | 22 578 | 22 954 | 24 051 | 29 677 | 31 255 | 32 875 |

## Administration

### Siège
Le siège de la communauté de communes est situé à Surgères.

### Les élus
Le conseil communautaire de la communauté de communes se compose de 50 conseillers, élus pour une durée de six ans.
Ils sont répartis comme suit :
| Nombre de conseillers | Communes |
| --------------------- | --- |
| 10                    | Surgères |
| 5                     | Aigrefeuille-d'Aunis |
| 2                     | Ardillières, Bouhet, Chambon, Ciré-d'Aunis, La Devise, Forges, Genouillé, Marsais, Saint-Georges-du-Bois, Saint-Mard, Saint-Pierre-La-Noue, Saint-Saturnin-du-Bois, Le Thou |
| 1 (+1 suppléant)      | les 9 autres communes |

### Présidence
| Période | Période  | Identité     | Étiquette | Qualité                                  |
| ------- | -------- | ------------ | --------- | ---------------------------------------- |
| 2014    | 2014     | Guy Beugnon  |           | Adjoint au maire de Surgères             |
| 2014    | En cours | Jean Gorioux | DVD       | Maire de Saint-Georges-du-Bois (1995 → ) |

### Régime fiscal et budget
Le régime fiscal de la communauté de communes est la fiscalité professionnelle unique (FPU).